# ديفيد جيانكولا
ديفيد جيانكولا (بالإنجليزية: David Giancola)‏ هو منتج أفلام وكاتب سيناريو ومخرج أمريكي، ولد في 24 يونيو 1969 في روتلاند في الولايات المتحدة.

## وصلات خارجية
- ديفيد جيانكولا على موقع IMDb (الإنجليزية)
- ديفيد جيانكولا على موقع ألو سيني (الفرنسية)
- ديفيد جيانكولا على موقع أول موفي (الإنجليزية)
- ديفيد جيانكولا على موقع قاعدة بيانات الأفلام السويدية (السويدية)
- ديفيد جيانكولا على موقع قاعدة بيانات الفيلم (الإنجليزية)
- ديفيد جيانكولا على موقع كينوبويسك (الروسية)